# Dąbrówka Zabłotnia
Dąbrówka Zabłotnia (prononciation : [dɔmˈbrufka zaˈbwɔtɲa]) est un village polonais de la gmina de Kowala dans le powiat de Radom de la voïvodie de Mazovie dans le centre-est de la Pologne.
Il se situe à environ 2 kilomètres au Sud-ouest de Kowala (siège de la gmina), 13 kilomètres au sud-ouest de Radom (siège de le powiat) et à 100 kilomètres au sud de Varsovie (capitale de la Pologne).
Le village compte approximativement une population de 408 habitants en 2006.

## Histoire
De 1975 à 1998, le village appartenait administrativement à la voïvodie de Radom.